# 마루비우
마루비우(Marrubiu, 사르데냐어: Marrùbiu)는 이탈리아 사르데냐주 오리스타노도에 있는 코무네이다. 칼리아리에서 북서쪽으로 약 70 킬로미터 (43 mi), 오리스타노에서 남쪽으로 약 15 킬로미터 (9 mi) 떨어진 곳에 위치한다.
마루비우는 다음 코무네와 접한다: 알레스, 아르보레아, 모르곤지오리, 산타주스타, 테랄바, 우라스.